# Рихтер, Владимир Гвидович
Владимир Гвидович Рихтер (более известен как Владимир фон Рихтер, 16 июня 1886, Ивангород — 21 сентября 1968, Варшава) — участник Первой мировой войны, белоэмигрант, нумизмат.

## Биография
Владимир Гвидович родился 16 июня 1886 года в Ивангороде. Родители его происходили из дворянского рода Лифляндской губернии. Отец его, Гвидо Казимирович Рихтер, был офицером Генерального штаба и во время Первой мировой войны командовал 6-м армейским корпусом.
В 1905 году, по окончании общих классов Пажеского корпуса, был кратковременно прикомандирован к лейб-гвардии Кирасирскому Его Величества полку.
Выпускник Николаевского кавалерийского училища.
14 июня 1908 года начал службу в 13-м уланском Владимирском полку.
В 1912 году оставил военную службу и вышел в запас армейской кавалерии.

### Первая мировая война
По мобилизации 1914 года был призван из запаса и назначен в 4-й уланский Харьковский полк.
В октябре 1914 года, когда раненый поручик Юрий Булацель из этого полка был захвачен немцами, поручик Рихтер по своей инициативе бросился вперёд, увлек за собою эскадрон, атаковал немцев и отбил смертельно раненого Булацеля.
Вследствие больших потерь в действующей армии командованием было приказано откомандировать в пехотные полки кавалерийских офицеров. Рихтер вытянул «пустой» жребий, однако добровольно заменил офицера, который должен был быть откомандирован в пехоту. Поручик Рихтер был назначен в 37-й Сибирский стрелковый полк, сперва командиром разведчиков полка, а затем начальником конных разведчиков дивизии.
Осенью 1915 года, когда полк занимал позиции в районе озера Нарочь, поручику Рихтеру было приказано с его разведчиками «добыть языка». Благодаря находчивости, энергии, хладнокровию и выдающемуся мужеству Рихтера это предприятие увенчалось успехом: были добыты сведения важного характера и захвачено два немецких солдата.
31 декабря 1915 года Рихтер проводил повторную разведку у озера Нарочь. Направившись к окопу сторожевого охранения противника, разведчики во главе с Рихтером забросали землянку немцев ручными гранатами, перерезали телефонные и минные провода и привели с собой двух пленных.
Третий его поиск был в ночь с 20 на 21-е января 1916 года.
Солдатский вестник Петроградского военного округа. (№ 134. — Среда, 13 января 1916 г.):
Из действующей армии. БОЕВЫЕ ЭПИЗОДЫ. В районе Нарочь был произведен удачный поиск спешенных конных разведчиков, высланных под командой поручика Рихтера. Около 11 час. вечера поручик Рихтер выдвинулся в сторону противника и, разделив команду на две партии, направил одну на ф. Антонисберг, а сам с другой партией направился к д. Симоны. Вскоре партия поручика Рихтера встретила двух немецких солдат, шедших к ним навстречу. Решив захватить их в плен, на их окрик «кто идет», поручик Рихтер, с целью ввести в заблуждение, громко выругался и продолжал свой путь. Когда разведчики поравнялись с немцами, поручик Рихтер внезапно бросился на них. Немцы, однако, успели выстрелить почти в упор, но промахнулись и в следующий момент были схвачены и обезоружены. Одновременно фельдфебель Рукавков, бывший во главе другой партии, обнаружил у противника землянку, в которой находились не менее 5 немцев. Подкравшись к землянке, разведчики забросали ее ручными гранатами. Все немцы в землянке были перебиты, между тем в сторожевом охранении противника произошел сильный переполох, взвились сигнальные ракеты, заработал прожектор, началась беспорядочная стрельба. Поручик Рихтер, перерезав у немцев часть телефонных и минных проводов, благополучно отошел с командой к нашим позициям, приведя двух немцев, захватив у противника две винтовки и несколько ручных гранат.
Разведки дали штабу ценные сведения. Владимир фон Рихтер за них был награжден орденом Святого Георгия 4-й степени и Георгиевским оружием. Подробно разведки эти были описаны им самим в парижском журнале «Военная Быль» (№ 72, 74).

### Советско-польская война
После революции проживал в Польше, в имении его семьи.
В июне 1919 года вступил в Польскую армию. Командовал эскадроном в Татарском имени Ахматовича полку, а затем в 13-м уланском Виленском полку. В августе 1920 года, при защите Плоцка, был ранен и награждён польской медалью. В 1921 году вышел в отставку.

### Коллекционер
С раннего детства Владимир Гвидович был страстным собирателем, но свою богатую коллекцию редких книг, фарфора, гравюр и картин он с приходом к власти большевиков потерял.
В 1925 — 1930 годах проживал в Испании, где собрал значительную коллекцию иберийских и римских монет, приобретённую позже Британским музеем в Лондоне. Затем некоторое время проживал во Франции, Марокко, Италии, пока не вернулся обратно в Польшу.
Владимир фон Рихтер много писал статей и делал доклады (в Варшаве и Вильне) на темы, касающиеся русской старины. Проживая в Польше, он создал новую коллекцию книг, медалей и гравюр. Данная коллекция пропала после начала Второй мировой войны в 1939 году. Из коллекции сохранился один маленький чемоданчик с медалями, историю которого описал М. Осоргин в фельетоне «Чемоданчик» («Последние Новости», 13 апреля 1940 года).
Затем В. Г. Рихтер поселился в Англии, где стал создавать свою третью коллекцию русских медалей и гравюр. Из частных собраний на Западе его коллекция была самой значительной — она насчитывала порядка 3500 медалей и жетонов (русских и «россика»). Владимир Гвидович сотрудничал с Британским музеем, Морским музеем в Гринвиче, работал в Национальной библиотеке в Париже. За его консультациями обращались известные нумизматические фирмы в Лондоне (Спинк, Балдуин, Сиби и др.).
В 1946 году в Нью-Йорке была издана брошюра Владимира фон Рихтера «Нумизматические памятники Восточной войны : (Крымская кампания), 1853—1856. — [32] с».
В 1950 году в Лондоне ожидался аукцион по продаже большой коллекции русских монет и медалей, принадлежавшей некогда великому князю Георгию Михайловичу. Владимир Гвидович счёл своим долгом предупредить всех русских зарубежных нумизматов о предстоящем аукционе. В результате большая часть этой коллекции не ушла к иностранным коллекционерам или «на сплав».
Состоял членом многих воинских обществ. В Англии опубликовал большое количество статей в русских зарубежных журналах: «Русская Военная Старина», «Морские записки», «Часовой», «Русский Военно-Исторический Вестник», «Военно-Исторический Вестник», «Военная Быль» и др. В американском журнале «The Medal Collector» он опубликовал на английском языке свой наиболее значительный труд: «Нумизматические памятники Восточной войны 1853-55гг.».
Уделял внимание также филателии, в частности, её особому отделу — земским маркам. В одном из филателистических английских журналов он поместил статью о гербах городов на земских марках. Однако данная статья была напечатана уже после смерти Владимира Гвидовича. Неопубликованные рукописи В. Г. Рихтера остались у его жены — Ядвиги Войцеховны.

## Награды
- Георгиевское оружие (ПАФ от 04.03.1917), 4-й уланский Харьковский полк, штабс-ротмистр;
- Орден св. Георгия 4-й ст. (ПАФ от 04.03.1917) — «за отличие в 37-м Сибирском стрелковом полку»; 4-й уланский Харьковский полк, штабс-ротмистр.

## Избранная библиография
- Собрание трудов по русской военной медалистике и истории. — Париж: Военная быль, 1972. — 628 с.